# اندوزوم

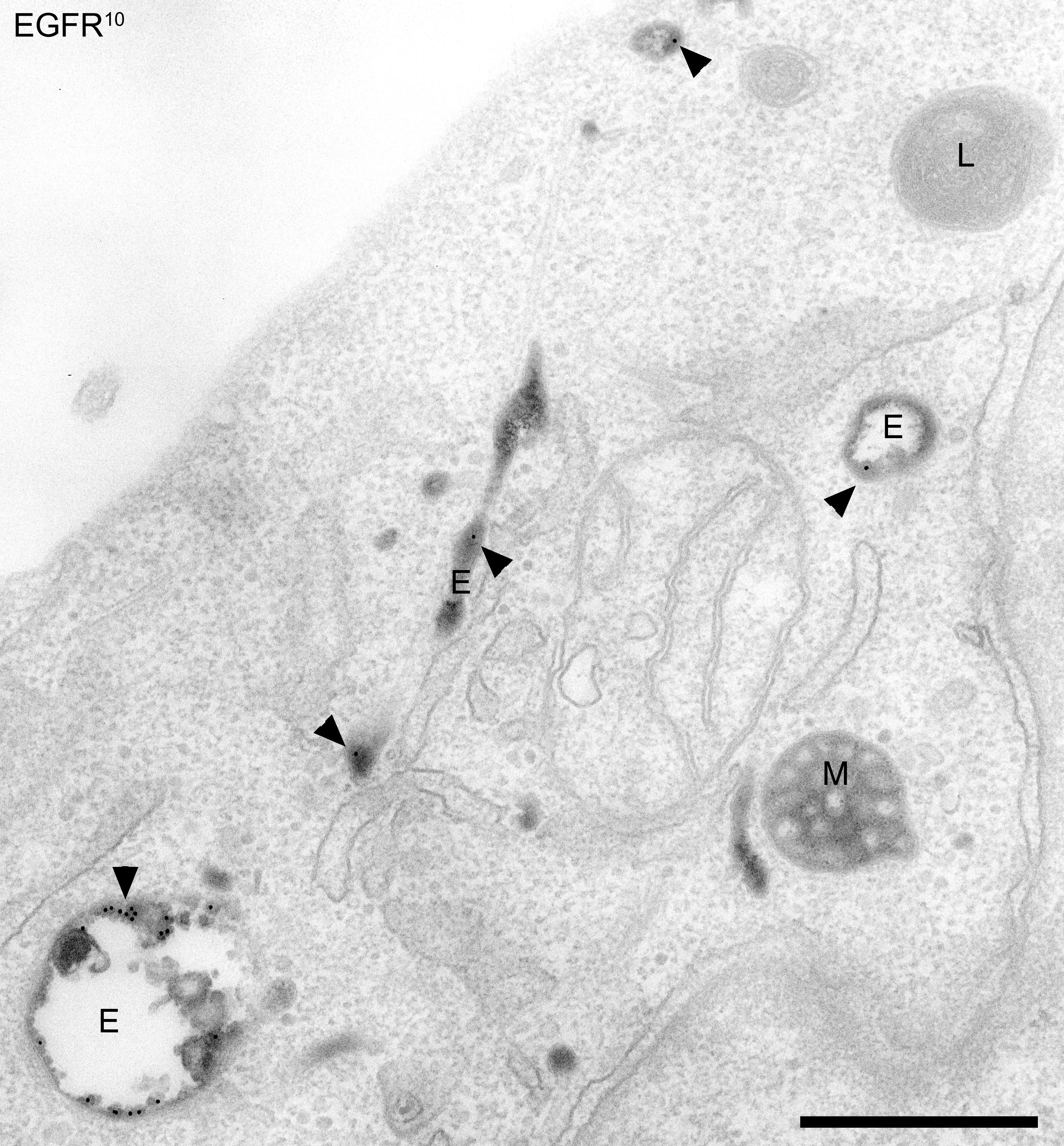
ریزنگاره‌ای از یاخته‌های هلای انسان. اندوزوم‌های اولیه (E - برای EGFR پس از پنج دقیقه درونی‌شدن و ترانسفرین)، اندوزوم‌های دیررس (MBV - M) و لیزوزوم‌ها (L) دیده می‌شوند. طول نوار سیاه برابر ۵۰۰ نانومتر است.

درون‌تن‌ها یا اندوزوم‌ها (به انگلیسی: Endosome) مجموعه‌ای از اندامک‌های مرتب‌سازی درون‌یاخته‌ای در یاخته‌های یوکاریوتی هستند. آن‌ها بخشی از مسیر اندوسیتوز هستند که از شبکهٔ ترانس گلژی سرچشمه می‌گیرند. مولکول‌ها یا لیگاندهایی که از راه غشای پلاسما وارد یاخته شده‌اند، برای تجزیه شدن در لیزوزوم می‌توانند وارد این مسیر شوند یا دوباره به چرخهٔ اندوسیتوز غشای یاخته برگردند. مولکول‌ها همچنین از شبکهٔ ترانس گلژی به اندوزوم‌ها منتقل می‌شوند یا به سمت لیزوزوم می‌روند یا دوباره به دستگاه گلژی بر می‌گردند.
اندوزوم‌ها بسته به مرحلهٔ درونی شدن به سه دستهٔ اولیه، پسین یا بازیافتی بخش می‌شوند. اندوزوم‌ها یک بخش اصلی برای مرتب‌سازی دستگاه غشایی درونی در یاخته‌ها هستند.

## کارکرد

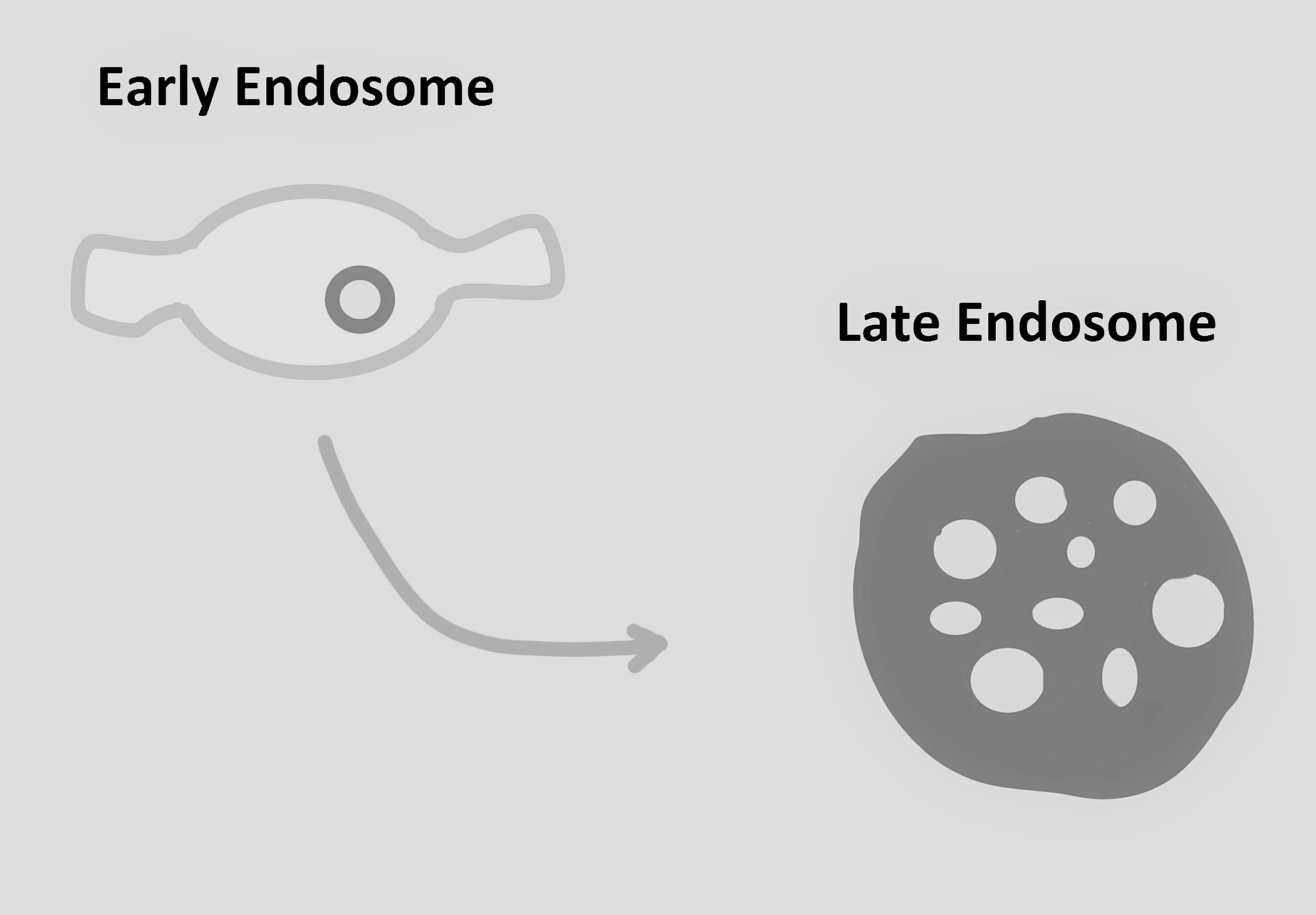
درون‌تن‌ها

اندوزوم‌ها محیطی فراهم می‌کنند تا مواد پیش از رسیدن به لیزوزوم تجزیه‌کننده، مرتب شوند. برای نمونه، لیپوپروتئین کم‌چگال (LDL) با اتصال به گیرنده خود در سطح غشای یاخته به درون یاخته برده می‌شود. LDL با رسیدن به اندوزوم‌های اولیه از گیرنده جدا می‌شود و گیرنده دوباره به غشای یاخته بازمی‌گردد. LDL در اندوزوم باقی مانده و برای پردازش به لیزوزوم‌ها تحویل داده می‌شود. LDL به دلیل محیط کمی اسیدی اندوزوم اولیه که توسط پمپ پروتون غشای واکوئل V-ATPase ایجاد شده‌است، جدا می‌شود. از طرفی دیگر، فاکتور رشد اپیدرمی (EGF) و گیرندهٔ آن، پیوندی مقاوم در برابر پی‌اچ و تغییرات پی‌اچ دارند که تا هنگام تحویل EGF به لیزوزوم‌ها برای تجزیه شدن، باقی می‌ماند. گیرندهٔ مانوز ۶-فسفات با روشی مشابه، لیگاندهایی را از گلژی به سمت لیزوزوم می‌برد.

## گونه‌ها
سه گونه اندوزوم وجود دارد: اندوزوم اولیه، اندوزوم پسین و اندوزوم بازیافتی. آن‌ها با توجه به زمان لازم برای رسیدن مواد درون یاخته‌ای به آن‌ها و همچنین با نشانگرهایی مانند راب تفکیک می‌شوند. آن‌ها از نظر ریخت‌شناسی نیز گوناگون هستند. هنگامی که وزیکول‌های درون‌بری‌شده پوششی ندارند، با اندوزوم‌های اولیه ترکیب می‌شوند. اندوزوم‌های اولیه سپس پیش از ترکیب با لیزوزوم‌ها، به اندوزوم‌های دیررس تبدیل می‌شوند.